# Day of the Tentacle
Day of the Tentacle ist ein 1993 erschienenes Point-and-Click-Adventure von LucasArts. Es ist der inhaltliche Nachfolger des bekannten Spiels Maniac Mansion und spielt unter Verwendung vieler bereits aus dem ersten Teil bekannter Charaktere fünf Jahre nach diesem. Der offizielle deutsche Titel ist Der Tag des Tentakels, dieser wird jedoch in den Medien nur selten benutzt.
Day of the Tentacle ist das letzte LucasArts-Adventure mit einem Interface, in dem Aktionsverben und Inventar permanent am unteren Bildschirmrand eingeblendet bleiben.

## Handlung
Day of the Tentacle beginnt fünf Jahre nach den Geschehnissen von Maniac Mansion. Der verrückte Wissenschaftler Dr. Fred Edison hat zwei kindsgroße Tentakel als Haustiere erschaffen, die im Spiel nur als Purpur-Tentakel und Grün-Tentakel bezeichnet werden. Purpur-Tentakel trinkt von den giftigen Abwässern des Edison-Labors, was eine Mutation des Tentakels bewirkt. Ihm wachsen spontan kümmerliche Arme, und es wähnt sich daraufhin in der Lage, die Weltherrschaft an sich zu reißen.
Edison („Dr. Fred“) hat darauf beide Tentakel festgesetzt. Purpur-Tentakels rechtschaffener Artgenosse Grün-Tentakel bittet deshalb seine Freunde um Hilfe: den Physik-Freak Bernard, den Heavy-Metal-Roadie Hoagie und die Medizinstudentin Laverne. Versehentlich befreit Bernard jedoch nicht nur Grün-Tentakel, sondern auch Purpur-Tentakel, der nun entkommen kann. Edison beabsichtigt nun, die drei Freunde mittels einer von ihm entwickelten Zeitmaschine 24 Stunden in die Vergangenheit zu schicken, um Purpur-Tentakels Mutation zu verhindern. Die Zeitreise schlägt jedoch fehl, wodurch Bernard, Hoagie und Laverne getrennt werden: Hoagie landet 200 Jahre in der Vergangenheit im Amerika der Verfassungsgebung, Laverne verschlägt es 200 Jahre in die Zukunft, in der die Tentakel die Welt beherrschen, während Bernard in der Gegenwart bleibt.
Frei wechselbar übernimmt der Spieler die Rollen von Bernard, Hoagie und Laverne mit dem Ziel, diese wieder in die Gegenwart zu bringen und auch den ursprünglichen Auftrag auszuführen.
Den besonderen Reiz des Spiels macht die Möglichkeit der Nutzung von temporalen Paradoxa aus, da sich viele Handlungen in der Vergangenheit auch auf Gegenwart und Zukunft auswirken. Gleichzeitig ist es auch möglich, Gegenstände direkt durch die Zeit zu schicken, sodass die unterschiedlichen Zeitlinien immer eng miteinander verwoben sind. Interessant ist auch der Fakt, dass 200 Jahre in der Vergangenheit die Edison-Villa der Ort des Verfassens der amerikanischen Verfassung ist und der Spieler in der Rolle von Hoagie mit den US-Gründervätern Benjamin Franklin, John Hancock, Thomas Jefferson und George Washington interagieren kann.

## Spielprinzip und Technik
Technisch basiert der Titel auf Version 6 der LucasArts-eigenen Game-Engine SCUMM: Der Bildschirm ist dreigeteilt in einen Bereich für Aktionsverben, ein aus Icons bestehendes Inventar der Spielfigur und den Spielbildschirm.
Mittels ScummVM ist Day of the Tentacle auch auf anderen Plattformen spielbar.

## Produktionsnotizen
Das Spiel erschien 1993 für MS-DOS und Macintosh. Für beide Systeme wurde neben der Diskettenversion (8 Disketten) auch eine CD-ROM-Version mit digitaler Sprachausgabe angeboten, die etwa zwei Monate nach der Diskettenversion erschien und für MS-DOS erstmals auch in deutscher Sprache synchronisiert wurde. Für Amiga und FM Towns wurden keine Versionen angeboten, da diese Systeme zu diesem Zeitpunkt aus Sicht der Entwickler als veraltet galten. Laut Aussage von Dave Grossman war für DOTT ursprünglich geplant, das Team wie in Maniac Mansion aus bis zu sechs Charakteren auswählen zu können. Dies wurde aber wegen erheblicher Probleme bei der Umsetzung nicht realisiert.
Der Vorgänger Maniac Mansion ist aus DOTT heraus an einem Computer als Minispiel spielbar.
Im Dezember 2014 gab die Firma Double Fine bekannt, im Auftrag von Rechteinhaber Disney an einem Remaster des Spiels für Windows-PCs, Mac, PlayStation 4 und PlayStation Vita zu arbeiten. Im Oktober 2015 wurde das Remaster erstmals öffentlich präsentiert, erschienen ist es im März 2016. Im Juli 2016 wurde das Spiel auch für iOS-Geräte veröffentlicht.
2018 erschien Return of the Tentacle – Prologue, ein Fanadventure, das inhaltlich an Day of the Tentacle anknüpft.

## Rezeption
Day of the Tentacle erhielt fast ausschließlich positive Bewertungen. Die Rezensionsdatenbank Metacritic aggregiert fünf Rezensionen zu einem Durchschnittswert von 93.
Die Spielezeitschrift ASM befand, das Spiel setze Maßstäbe für witzige Adventures und sei auch für eine jüngere Zielgruppe geeignet. Kritisiert wurden lediglich die Wartezeiten beim Nachladen in der Disketten-Version.
PC Player befand die Bedienung als hervorragend einfach. Der Humor sei einmalig. Die Puzzles wären vom Schwierigkeitsgrad wohldosiert, die Bühnenbilder stechen positiv hervor. Lediglich im letzten Abschnitt fehle die Komplexität.
Laut Power Play wirke das Spiel wie ein amerikanischer Zeichentrickfilm aus der Blütezeit. Es sei Konkurrenzprodukten voraus und übertreffe für die Redakteure sogar Monkey Island und Monkey Island 2. Die Rätsel seien wie beim Vorgänger witzig, elegant und logisch.
Das Fachmagazin Adventure-Treff stellte 2002 retrospektiv heraus, dass der Comicstil von Day of the Tentacle und die „atemberaubenden“ Animationen des Spiels das Genre Adventure für die folgenden zehn Jahre geprägt hätten. Das Magazin lobte insbesondere den Humor und die „witzigen und abgefahrenen“ Rätsel. Für Adventure Corner handele es sich um einen Meilenstein des Genres. In der deutschen Synchronisation seien viele Anspielungen verloren gegangen.
Im MTV-Computerspielmagazin Game One belegt DOTT des Öfteren den ersten Platz der besten Spiele aller Zeiten und wird als das Lieblingsspiel der Redaktion erwähnt. Es belegt außerdem oft Plätze bei der „Top-5“-Rubrik in den unterschiedlichsten Kategorien.

### Auszeichnungen
Das englischsprachige Online-Fachmagazin Adventure Gamers setzte Day of the Tentacle in seiner 2011 erschienenen Liste Top 100 All-Time Adventure Games auf Platz 6.
- Besonders empfehlenswert, Power Play 07/93[13]
- Spiel des Monats, PC Games 07/93